# Salix setchelliana
Salix setchelliana är en videväxtart som beskrevs av John Ball. Salix setchelliana ingår i släktet viden, och familjen videväxter. Inga underarter finns listade i Catalogue of Life.